# Trichosporeae
De Trichosporeae is een geslachtengroep uit de familie Gesneriaceae.

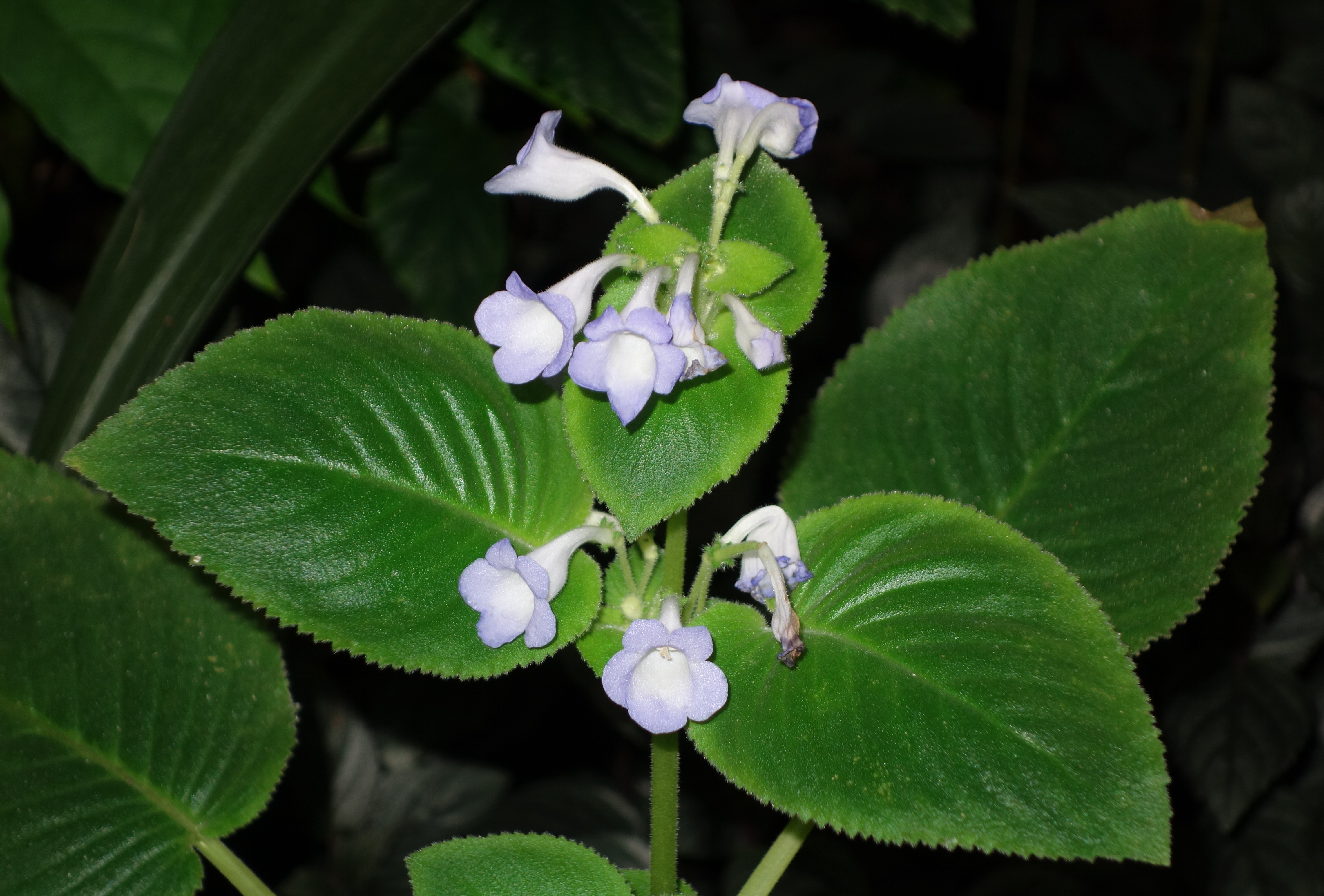
Microchirita lavandulacea

## Geslachten
In de onderstaande lijst staan alle geslachten uit de Trichosporeae.
- Aeschynanthus
- Agalmyla
- Allocheilos
- Allostigma
- Anna
- Beccarinda
- Billolivia
- Boea
- Boeica
- Briggsiopsis
- Cathayanthe
- Championia
- Chayamaritia
- Codonoboea
- Conandron
- Corallodiscus
- Cyrtandra
- Damrongia
- Deinostigma
- Didissandra
- Didymocarpus
- Didymostigma
- Dorcoceras
- Emarhendia
- Glabrella
- Gyrocheilos
- Haberlea
- Hemiboea
- Henckelia
- Hexatheca
- Jerdonia
- Kaisupeea
- Leptoboea
- Liebigia
- Litostigma
- Loxocarpus
- Loxostigma
- Lysionotus
- Metapetrocosmea
- Microchirita
- Middletonia
- Orchadocarpa
- Oreocharis
- Ornithoboea
- Paraboea
- Petrocodon
- Petrocosmea
- Platystemma
- Primulina
- Pseudochirita
- Rachunia
- Ramonda
- Raphiocarpus
- Rhabdothamnopsis
- Rhynchotechum
- Ridleyandra
- Senyumia
- Sepikea
- Somrania
- Spelaeanthus
- Streptocarpus
- Tetraphyllum
- Tribounia